# Neoancistrocrania norfolki
Neoancistrocrania norfolki är en armfotingsart som beskrevs av Laurin 1992. Neoancistrocrania norfolki ingår i släktet Neoancistrocrania och familjen Craniidae. Inga underarter finns listade i Catalogue of Life.